# Mike Davies
Michael Grenfell Davies est un joueur britannique gallois de tennis, né à Swansea le 9 janvier 1936 et mort le 2 novembre 2015.

## Carrière
Il a commencé à jouer au tennis à 11 ans, champion gallois junior entre 16 et 18 ans, il part s'entraîner en Australie chez Harry Hopman pendant les hivers de 1952 à 1954.
Numéro un britannique en 1957, 1959 et 1960. Il remporte le tournoi du Palace Hotel de Torquay en 1954. Demi-finaliste du double à l'Open d'Australie en 1954 avec Billy Knight perdu contre Lew Hoad et Neale Fraser, il participera également à ce tournoi en 1957.
Il joue son premier tournoi de Wimbledon en 1953 où il perd au premier tour contre Ken Rosewall et en 1954 il atteint les 1/8 de finale où il est défait par Budge Patty (7-5, 6-1, 7-5) mais en 1960 il parvient en finale du double avec Robert Wilson contre Rafael Osuna et Dennis Ralston perdu 7-5, 6-3, 10-8 en 1 h 20 ce qui est la dernière fois qu'un homme britannique est présent en finale de Wimbledon toutes épreuves confondues. Après cette finale il signe une garantie de deux ans de 4 500 livres pour des tournées professionnelles avec Jack Kramer, de ce fait la Fédération internationale de tennis et son adhésion au Club All-England à Wimbledon ont été annulées, et il est devenu inadmissible à jamais jouer la Coupe Davis (auquel il participa de 1955 à 1960) ou l'un des tournois du Grand Chelem. Il atteint à plusieurs reprises les quarts de finale du French Pro et participera à la dernière édition juste avant le premier Roland Garros Open.
Il a pris sa retraite en 1967 mais en 1968 il sort de sa retraite pour jouer dans le premier Open à Wimbledon ; il avait raté 28 tournois du Grand Chelem au cours de son interdiction de 1961 à 1967. Il perd au premier tour contre l'américain Jim Osborne (6-4, 9-7, 8-10, 1-6, 3-6). Il joue encore un tournoi au Royaume-Uni chez dans le Pays de Galles à Newport, il y perd au deuxième tour contre John Lloyd.

## Après-carrière
En 1967, il part à Dallas où il devient directeur exécutif du circuit World Championship Tennis de Lamar Hunt de 1968 à 1981.
En 1981, il déménage à New York où il devient directeur marketing puis exécutif de l'Association of Tennis Professionals de 1983 à 1986.
En 1987, il est devenu le directeur général de la International Tennis Federation à Londres. Il crée le Comité du Grand Chelem qui administre les quatre épreuves du Grand Chelem et revitalisé la Coupe Davis puis créé la Coupe du Grand Chelem qui détient toujours le record d'argent de 2 millions de dollars pour le champion.
Il a été fait membre à part entière du Tennis All England Lawn and Croquet Club de Wimbledon en 1990, 30 ans après en avoir été exclu.
En 1995, il retourne aux États-Unis puis en 1997 dirige le Tournoi de New Haven.
En 2011, il a été nommé à l'International Tennis Hall of Fame.
Durant sa carrière il a permis aux règles du tennis d'évoluer :
- Utilisation du tie-break
- Permission aux joueurs de porter des vêtements de couleur
- Balle de tennis de couleur orange puis jaune
- 30 secondes entre les points et les 90 secondes entre les jeux
- Chaises sur le terrain pour les joueurs
- Expérimenté le premier Hawk-Eye en 1972.

## Publications
- 1961 : Un livre un enseignement
- 1961 : Rebel Tennis, biographie, Stanley Paul, Londres.